# メトヘモグロビン血症
メトヘモグロビン血症（メトヘモグロビンけつしょう）とは、血液中にメトヘモグロビン(MetHb)が多い状態を言う。チアノーゼを起こす代表的疾患の1つ。チアノーゼを起こす頻度の高い原因は肺疾患や心疾患であるが、特に新生児を含む若い人がほかに原因のないチアノーゼをきたしているようならメトヘモグロビン血症の診断が検討される（ブルー・ベビー症候群）。

## 病態
メトヘモグロビンは、ヘモグロビンに配位されている二価の鉄イオンが三価になっているものである。メトヘモグロビンは正常な体内でも 2%未満存在するが、シトクロームb5還元酵素によって二価に還元される。メトヘモグロビンは事実上、酸素を運搬できないため、何らかの原因によりこれが体内に過剰になると、体の臓器が酸素欠乏状態（チアノーゼ）に陥る。

## 原因
- 先天性: まれ。
  - シトクロームb5還元酵素欠乏症は、メトヘモグロビンを代謝する酵素の先天性の異常で、常染色体劣性遺伝形式を示す。世界で1例だけ、シトクロームb5還元酵素欠乏症によるメトヘモグロビン血症の報告がある。
  - Mヘモグロビン血症は異常ヘモグロビンを原因とするメトヘモグロビン血症で、常染色体優性遺伝形式を示す。
- 後天性
  - 亜硝酸化合物を含む薬剤の医薬品による副作用
    - ラッシュ (薬物)
    - 虚血性心疾患治療剤のニトログリセリン、硝酸イソソルビド、ジアフェニルスルホン、メトクロプラミド、ST合剤
    - 局所麻酔薬（ベンゾカイン、リドカイン、プリロカインなど[2]）
    - ハンセン病（癩病）の治療薬ジアフェニルスルホン[2]

  - 飲食物中の硝酸態窒素（特に井戸水に混入したもの）が腸内細菌により亜硝酸（ヘモグロビンを酸化しうる）になると、乳児においてメトヘモグロビン血症を引き起こすことがある。欧米では死亡例も報告されている。いわゆるブルーベビー症。複数の原因が考えられている。
    - 乳児では、成人と比べて、胃内のpHが高く（胃酸が弱く）、結果として腸内細菌が増殖している。
    - 乳児の持つヘモグロビンFは、酸化を受けやすいためメトヘモグロビンが産生されやすい。
    - 乳児の場合まだシトクロームb5還元酵素の活性が50-60%でしかなく、メトヘモグロビンの還元が不充分である。

  - 硝酸態窒素を含む肥料が大量に施肥され、上記のように地下水が硝酸態窒素に汚染されたり、葉物野菜の中に大量の硝酸態窒素が残留することがある。人間を含む動物がこのような硝酸態窒素を大量に摂取すると、体内で亜硝酸態窒素に還元され、この亜硝酸がヘモグロビンをメトヘモグロビンに酸化してメトヘモグロビン血症を引き起こす可能性がある[3]。
  - 窒素酸化物（NO、NO2等）を吸入するとメトヘモグロビンが生成する[4]。

## 症状
- チアノーゼ
  - 通常のチアノーゼは血中にデオキシヘモグロビンが5g/dLをこえると出現するが、メトヘモグロビンは1.5g/dL程度の濃度でもチアノーゼをきたす。デオキシヘモグロビンが5g/dL以上というのは重篤な状態を意味する。したがって、ほかに特に症状のない（元気な）単独のチアノーゼの所見はメトヘモグロビン血症を示唆する所見のひとつである。なお、通常のヘモグロビン濃度(Hb)は、男性13-18g/dL、女性11.5-16.5g/dL （基準下限値を下回ると貧血とされる）である[5]。このことからメトヘモグロビン1.5g/dLは、通常のヘモグロビン濃度と比較して10%あるいはそれ以上を占めていることになる。
- 慢性の経過をきたす先天性では、チアノーゼ以外の症状はほとんどない。ただし、シトクロームb5還元酵素がほぼ欠損している場合(Type II)には、種々の神経障害や発達遅延などをきたし、予後が悪い。
- 後天性における急性発症では、頭痛などの全身症状や呼吸苦、呼吸抑制、意識障害、さらには死に至ることもある。

## 検査所見
- 動脈血を採血したはずなのに、真っ黒（あるいはチョコレート色）な血がひかれることがある。
  - もしメトヘモグロビン血症であるなら、その後測定した動脈血中酸素濃度とその色とが乖離している。
- メトヘモグロビン濃度が10%を越えるとパルスオキシメーターによる経皮的動脈血酸素飽和度(SpO2)は正確な値を示さない[6]。
- 動脈血酸素飽和度(SaO2)と経皮的動脈血酸素飽和度(SpO2)の乖離（saturation gapと呼ばれる）はメトヘモグロビン血症の診断に有効である[7]。
- メトヘモグロビン濃度の上昇（確定診断）

## メトヘモグロビンの飽和度
メトヘモグロビンの飽和度は、メトヘモグロビンのヘモグロビンとのパーセンテージで表現される。以下で言うmetHbとはメトヘモグロビンのことを言い、ヘモグロビンとの比率を表す。
1-2%のmetHb - 通常の状態。健常であっても、この程度の割合で存在する。
10% 以下のmetHb – 症状なし。
10-20% のmetHb – 皮膚の変色のみ。変色は鼻粘膜で最も目立つ。
20-30% のmetHb – 不安、頭痛、作業時の呼吸困難が起こる。
30-50% のmetHb – 疲労、精神錯乱、めまい、頻呼吸、動悸が起こる。
50-70% のmetHb – 昏睡、発作、不整脈、アシドーシスが起こる。
70% 以上のmetHb – 死亡する。

## 鑑別疾患
- 冒頭で述べた肺疾患、心疾患
- スルフヘモグロビン血症

## 治療
- 急性期には、メチレンブルーの投与、交換輸血、酸素投与など。

20%を超える中等度以上のメトヘモグロビン血症が起こっている時に投与が検討されるメチレンブルーは、NADPH の存在下でグルタチオン系の還元酵素によりロイコメチレンブルーに還元され、ロイコメチレンブルーがメトヘモグロビンをヘモグロビンに還元し、ロイコメチレンブルーがメチレンブルーに酸化され、この反応の繰り返しにより触媒的な役割を果たす。ただし、グルコース-6-リン酸脱水素酵素欠損症のヒトの場合、メチレンブルーが作用するのに必要なNADPHを生体が充分に用意できないので、メチレンブルーを使えない。
- メトヘモグロビン血症の原因となったと思われる薬剤を中止し、今後の投与を避ける。
- 先天性においては、硝酸をふくむような飲食物の摂取を避ける。

## ヒト以外の動物におけるメトヘモグロビン血症
ウシなどの反芻動物では、硝酸態窒素の過剰摂取があると、第一胃細菌の硝酸還元酵素によって亜硝酸が生成され、メトヘモグロビン血症の原因となる。富山市ファミリーパークでのグレビーシマウマが肺水腫による呼吸不全で死んだケースでは、血液検査により90ppmの硝酸態窒素が検出された。
ヒトと同様に治療にはメチレンブルーの投与が有効である。